# Гі Шаррон
Ґі Шарро́н (фр. Guy Charron, нар. 24 січня 1949, Верден) — колишній канадський хокеїст, що грав на позиції центрального нападника. Грав за збірну команду Канади. Згодом — хокейний тренер.
Провів понад 700 матчів у Національній хокейній лізі.

## Ігрова кар'єра
Хокейну кар'єру розпочав 1968 року в ОХА.
Протягом професійної клубної ігрової кар'єри, що тривала 15 років, захищав кольори команд «Монреаль Вояжерс», «Нью-Гейвен Найтгоукс», «Монреаль Канадієнс», «Детройт Ред-Вінгс», «Канзас-Сіті Скаутс» та «Вашингтон Кепіталс».
Загалом провів 734 матчі в НХЛ.
Виступав за збірну Канади.

## Тренерська робота
1991 року розпочав тренерську роботу в НХЛ. Працював з командами «Анагайм Дакс», «Калгарі Флеймс», «Вашингтон Кепіталс», «Флорида Пантерс», «Монреаль Канадієнс» та «Нью-Йорк Айлендерс».

## Нагороди та досягнення
- Учасник матчу усіх зірок НХЛ — 1977.
- Бронзовий призер чемпіонату світу — 1978.

## Статистика
| 1968–69          | «Монреаль Юніорс Канадієнс» | ОХА              | 50               | 27               | 27               | 54               | 12               | —                | —                   | — | —  | — |
| 1969–70          | «Монреаль Вояжерс»          | АХЛ              | 65               | 37               | 45               | 82               | 20               | 8                | 8                   | 4 | 12 | 2 |
| 1969–70          | «Монреаль Канадієнс»        | НХЛ              | 5                | 0                | 0                | 0                | 0                | —                | —                   | — | —  | — |
| 1970–71          | «Монреаль Вояжерс»          | АХЛ              | 23               | 5                | 13               | 18               | 6                | —                | —                   | — | —  | — |
| 1970–71          | «Монреаль Канадієнс»        | НХЛ              | 15               | 2                | 2                | 4                | 2                | —                | —                   | — | —  | — |
| 1970–71          | «Детройт Ред-Вінгс»         | НХЛ              | 24               | 8                | 4                | 12               | 4                | —                | —                   | — | —  | — |
| 1971–72          | «Детройт Ред-Вінгс»         | НХЛ              | 64               | 9                | 16               | 25               | 14               | —                | —                   | — | —  | — |
| 1972–73          | «Детройт Ред-Вінгс»         | НХЛ              | 75               | 18               | 18               | 36               | 23               | —                | —                   | — | —  | — |
| 1973–74          | «Детройт Ред-Вінгс»         | НХЛ              | 76               | 25               | 30               | 55               | 10               | —                | —                   | — | —  | — |
| 1974–75          | «Детройт Ред-Вінгс»         | НХЛ              | 26               | 1                | 10               | 11               | 6                | —                | —                   | — | —  | — |
| 1974–75          | «Канзас-Сіті Скаутс»        | НХЛ              | 51               | 13               | 29               | 42               | 21               | —                | —                   | — | —  | — |
| 1975–76          | «Канзас-Сіті Скаутс»        | НХЛ              | 78               | 27               | 44               | 71               | 12               | —                | —                   | — | —  | — |
| 1976–77          | «Вашингтон Кепіталс»        | НХЛ              | 80               | 36               | 46               | 82               | 10               | —                | —                   | — | —  | — |
| 1977–78          | «Вашингтон Кепіталс»        | НХЛ              | 80               | 38               | 35               | 73               | 12               | —                | —                   | — | —  | — |
| 1978–79          | «Вашингтон Кепіталс»        | НХЛ              | 80               | 28               | 42               | 70               | 24               | —                | —                   | — | —  | — |
| 1979–80          | «Вашингтон Кепіталс»        | НХЛ              | 33               | 11               | 20               | 31               | 6                | —                | —                   | — | —  | — |
| 1980–81          | «Вашингтон Кепіталс»        | НХЛ              | 47               | 5                | 13               | 18               | 2                | —                | —                   | — | —  | — |
| 1982–83          | «Нью-Гейвен Найтгоукс»      | АХЛ              | 2                | 1                | 2                | 3                | 14               | 12               | 2                   | 5 | 7  | 4 |
| Усього в НХЛ     | Усього в НХЛ                | Усього в НХЛ     | 734              | 221              | 309              | 530              | 146              | — ! —            | — ! —               | } \| Команда \| Сезон \| Регулярний сезон \| Регулярний сезон \| Регулярний сезон \| Регулярний сезон \| Регулярний сезон \| Регулярний сезон \| Регулярний сезон \| Плей-оф \| \| Команда \| Сезон \| І \| В \| П \| Н \| ПОТ \| О \| Місце \| Результат \| \| ---------------- \| ------- \| ---------------- \| ---------------- \| ---------------- \| ---------------- \| ---------------- \| ---------------- \| ---------------- \| ------------------- \| \| «Калгарі Флеймс» \| 1991–92 \| 16 \| 6 \| 7 \| 3 \| - \| (74) \| 5-е в ДС \| не вийшли у плей-оф \| \| «Анагайм Дакс» \| 2000–01 \| 49 \| 14 \| 26 \| 7 \| 2 \| (66) \| 5-е у ТД \| не вийшли у плей-оф \| \| Усього \| Усього \| 65 \| 20 \| 33 \| 10 \| 2 \| \| \| \| - Гі Шаррон на сайті The Internet Hockey Database (англ.) |    |   |
| Команда          | Сезон                       | Регулярний сезон | Регулярний сезон | Регулярний сезон | Регулярний сезон | Регулярний сезон | Регулярний сезон | Регулярний сезон | Плей-оф             | |    |   |
| Команда          | Сезон                       | І                | В                | П                | Н                | ПОТ              | О                | Місце            | Результат           | |    |   |
| «Калгарі Флеймс» | 1991–92                     | 16               | 6                | 7                | 3                | -                | (74)             | 5-е в ДС         | не вийшли у плей-оф | |    |   |
| «Анагайм Дакс»   | 2000–01                     | 49               | 14               | 26               | 7                | 2                | (66)             | 5-е у ТД         | не вийшли у плей-оф | |    |   |
| Усього           | Усього                      | 65               | 20               | 33               | 10               | 2                |                  |                  |                     | |    |   |